# Heinrich Stakemeier
Heinrich „Heinz“ Stakemeier (* 10. Januar 1921 in Eversberg; † 2. März 1992) war ein deutscher Jurist, Verwaltungsbeamter und Politiker (FDP).

## Leben und Beruf
Nach dem Abitur nahm Stakemeier ein Studium der Rechtswissenschaft auf, das er 1947 mit dem ersten und 1951 mit dem zweiten juristischen Staatsexamen beendete. 1949 wurde er an der Universität zu Köln zum Dr. jur. promoviert (Dissertationsarbeit: Die staatsrechtliche Stellung der Länderregierungen nach den neuen Verfassungen in den drei Westzonen Deutschlands). Er arbeitete von 1951 bis 1953 als Assessor bei der Bezirksregierung Münster, wurde 1953 zum Regierungsrat befördert und wechselte 1956 zur Kölner Bezirksregierung, wo er 1957 die Ernennung zum Oberregierungsrat erhielt. 1960 folgte eine Stelle als Regierungsdirektor bei der Regierung Arnsberg, seit 1961 als Leitender Regierungsdirektor. Von 1964 bis 1966 fungierte er als Vizepräsident des Regierungsbezirkes Münster.

## Politik
Stakemeier trat in die FDP ein und amtierte 1966/67 als Regierungspräsident des Regierungsbezirkes Köln. Er war 1966 Staatssekretär im Kultusministerium und von 1967 bis 1970 Staatssekretär im Ministerium für Wirtschaft, Mittelstand und Verkehr des Landes Nordrhein-Westfalen. Am 1. August 1970 wurde er zum Staatssekretär im Innenministerium ernannt. 1974 trat er aus Protest gegen ein umstrittenes Papier der FDP zur Trennung von Kirche und Staat aus der Partei aus und wurde daraufhin am 4. November 1974 in den einstweiligen Ruhestand versetzt.